# Ardoise magique
Pour les articles homonymes, voir Ardoise (homonymie).
Ne doit pas être confondu avec Écran magique.

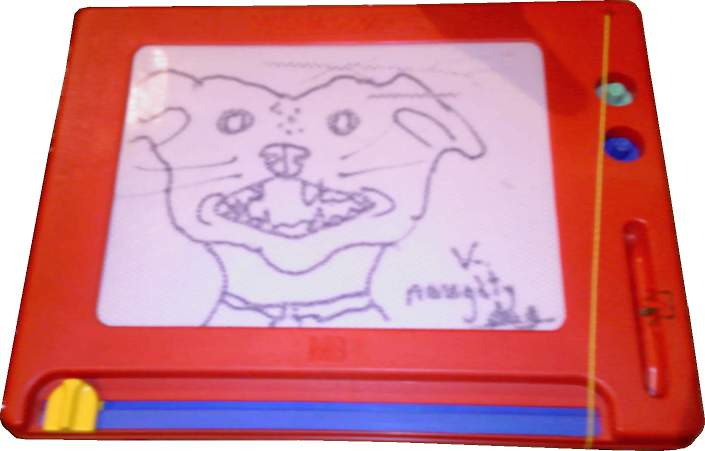
Magna Doodle, une ardoise magique

Principe de fonctionnement

Une ardoise magique est une sorte de tablette sur laquelle on écrit ou dessine avec un stylet, et qu'il est possible d'effacer.
Il ne faut pas confondre ardoise magique avec  l'écran magique (« télécran »), qui lui fonctionne avec deux boutons.

## Principe de fonctionnement
Le principe de fonctionnement de l'ardoise magique repose sur des particules magnétiques suspendues dans un gel,, qui sont attirées par le stylet sous la surface transparente de l'écran et laissent une marque visible. 
Il est possible d'effacer la surface d'affichage par un dispositif situé sous l'écran qui décolle les particules magnétiques et les rend non visibles

## Historique
L'ardoise magique a été inventée en 1974 par trois ingénieurs de l'entreprise Pilot Pen Corporation, qui a revendu le brevet à Fisher-Price, qui en a vendu 40 millions sous le nom de « Magna Doodle ».